# Jan Prochoń
Jan Prochoń (ur. 21 kwietnia 1948) – polski bokser, dwukrotny mistrz Polski.
Boksował w wadze piórkowej (do 57 kg). Wystąpił w niej na mistrzostwach Europy w 1969 w Bukareszcie, lecz przegrał pierwszą walkę z mistrzem olimpijskim Walerianem Sokołowem z ZSRR.
Był mistrzem  Polski w 1967 i 1969, wicemistrzem w 1970 i 1972 oraz brązowym medalistą w 1968, 1971 i 1973. Był również wicemistrzem Polski juniorów w wadze lekkiej (do 60 kg) w 1966. Zdobył drużynowe mistrzostwo Polski z Legią Warszawa w 1968/1969.
W latach 1970–1973 trzykrotnie wystąpił w reprezentacji Polski, odnosząc 2 zwycięstwa i ponosząc 1 porażkę.